# Réville-aux-Bois
Réville-aux-Bois és un municipi francès situat al departament del Mosa i a la regió del Gran Est. L'any 2007 tenia 123 habitants.

## Demografia

### Població
El 2007 la població de fet de Réville-aux-Bois era de 123 persones. Hi havia 52 famílies, de les quals 12 eren unipersonals (8 homes vivint sols i 4 dones vivint soles), 16 parelles sense fills, 20 parelles amb fills i 4 famílies monoparentals amb fills.
La població ha evolucionat segons el següent gràfic:
Habitants censats

### Habitatges
El 2007 hi havia 62 habitatges, 51 eren l'habitatge principal de la família, 5 eren segones residències i 6 estaven desocupats. 59 eren cases i 2 eren apartaments. Dels 51 habitatges principals, 39 estaven ocupats pels seus propietaris i 12 estaven llogats i ocupats pels llogaters; 2 tenien dues cambres, 2 en tenien tres, 13 en tenien quatre i 34 en tenien cinc o més. 40 habitatges disposaven pel capbaix d'una plaça de pàrquing. A 25 habitatges hi havia un automòbil i a 21 n'hi havia dos o més.

### Piràmide de població
La piràmide de població per edats i sexe el 2009 era:
| Homes | Edats   | Dones |
| ----- | ------- | ----- |
| 0     | 95 o +  | 0     |
| 4     | 90 a 94 | 0     |
| 0     | 85 a 89 | 0     |
| 0     | 80 a 84 | 4     |
| 4     | 75 a 79 | 8     |
| 4     | 70 a 74 | 0     |
| 0     | 65 a 69 | 4     |
| 0     | 60 a 64 | 0     |
| 4     | 55 a 59 | 4     |
| 12    | 50 a 54 | 12    |
| 0     | 45 a 49 | 0     |
| 12    | 40 a 44 | 4     |
| 0     | 35 a 39 | 0     |
| 0     | 30 a 34 | 8     |
| 0     | 25 a 29 | 4     |
| 4     | 20 a 24 | 0     |
| 8     | 15 a 19 | 0     |
| 8     | 10 a 14 | 4     |
| 0     | 5 a 9   | 8     |
| 4     | 0 a 4   | 0     |

## Economia
El 2007 la població en edat de treballar era de 80 persones, 48 eren actives i 32 eren inactives. De les 48 persones actives 41 estaven ocupades (24 homes i 17 dones) i 7 estaven aturades (4 homes i 3 dones). De les 32 persones inactives 12 estaven jubilades, 11 estaven estudiant i 9 estaven classificades com a «altres inactius».

### Ingressos
El 2009 a Réville-aux-Bois hi havia 51 unitats fiscals que integraven 129 persones, la mediana anual d'ingressos fiscals per persona era de 13.802 €.

### Activitats econòmiques
Dels 2 establiments que hi havia el 2007, 1 era d'una empresa de fabricació d'altres productes industrials i 1 d'una empresa financera.
L'any 2000 a Réville-aux-Bois hi havia 7 explotacions agrícoles.

## Poblacions més properes
El següent diagrama mostra les poblacions més properes.